# Eilema microxantha
Eilema microxantha är en fjärilsart som beskrevs av George Francis Hampson 1894. Eilema microxantha ingår i släktet Eilema och familjen björnspinnare. Inga underarter finns listade i Catalogue of Life.